# المد الجائع
المد الجائع (2004) هي الرواية السادسة للمؤلف الهندي أميتاف غوش. فاز بجائزة هوتش لكتاب الكلمات المتقاطعة للخيال لعام 2004.
مقابل الساحل الشرقي للهند، في خليج البنغال، تقع المتاهة الهائلة للجزر الصغيرة المعروفة باسم سونداربانس. بالنسبة للمستوطنين هنا، الحياة محفوفة بالمخاطر للغاية. الهجمات من قبل النمور القاتلة شائعة. الإضطرابات والطرد تهديدات مستمرة. دون سابق إنذار ، في أي وقت، ترتفع فيضانات المد والجزر وتندفع فوق الأرض، تاركة دمارًا في أعقابها. في هذا المكان الذي يتسم بجمال الانتقام، تتصادم حياة ثلاثة أشخاص من عوالم مختلفة.
الشخصية الرئيسية، بيالي روي  عالمة أحياء بحرية فتاة من أصول بنغالية هندية ولكنها أمريكية عنيدة. نشأت في سياتل ودرست في معهد سكريبس لعلوم المحيطات في لا جولا. تسافر إلى سونداربانس  بحثًا عن دلفين نهري نادر ومعرض للخطر  اوركيلا بريفاروستريس. تلتقي مع المترجم ورجل الأعمال كاناي ، على سكة حديد كولكاتا سوبربان متجهة إلى ميناء كانينج في طريقها إلى سونداربانس.
بعد وصولها إلى سونداربانس استأجرت قاربًا للبحث عن الدلافين، لكن رحلتها تبدأ بكارثة  عندما تلقى من القارب في المياه التي تنتشر فيها التماسيح. يصل لإنقاذها فوكير صيَّاد شاب أُمّي. على الرغم من عدم وجود لغة بينهما  إلا أن بيا وفوكير ينجذبان إلى بعضهما البعض بقوة، ويتشاركان غريزة غريبة في طرق البحر. تعمل بيا مع فوكير لمساعدتها في بحثها وتجد مترجمًا في كاناي دوت، وهو رجل أعمال من دلهي ، عمته وعمه المثاليان من المستوطنين القدامى في سونداربانس.
مذبحة موريشهانبي في 1978-79 ، عندما قامت حكومة غرب البنغال بطرد الآلاف من اللاجئين البنغاليين الذين استقروا في الجزيرة بالقوة، تشكل خلفية لبعض أجزاء الرواية. الرواية تدرس مواضيع مثل الإنسانية وحماية البيئة، خاصة عندما تتعارض المصالح مع بعضها البعض.

## الجوائز
فازت الرواية بجائزة كتاب الكلمات المتقاطعة لعام 2004 وكانت من بين المرشحين النهائيين لجائزة كيرياما لعام 2006.